# Маркалнская волость
Маркалнская волость(латыш. Mārkalnes pagasts) или Маркалненская волость — одна из шестнадцати территориальных единиц Алуксненского края Латвии. Находится на севере края. Граничит с Педедзенской, Яуналуксненской и Зиемерской волостями своего края, а также с эстонской волостью Хааньямаа (раньше Миссо) уезда Вырумаа.
В Маркалне находится краеведческий музей, экспозиция которого посвящена истории волости и Мапкалнской школы.
По территории волости протекают реки: Вайдава, Мелдерупите, Педедзе, Акавиня, Ворнупите, Керупите, Лайкупе. Из крупных водоёмов: озёра Лукумиетис и Алукснес.

## Население
На начало 2015 года население волости составляло 329 человек.
Крупнейшими населёнными пунктами волости являются сёла: Маркалне (волостной центр), Блектескалнс, Циракалнс, Дегуми, Эзишава, Волкова.

## История
Нынешняя Маркалнская волость была сформирована в конце XIX века на землях Лазбергского (Фианден), Новолазбергского и Шарлоттенбергского поместий.
В 1935 году площадь Маркалнской волости Валкского уезда составляла 122,29 км², при населении в 1949 жителей.
В 1945 году в Маркалнской волости были созданы Маркалнский и Акавиньский сельские советы, находившиеся в 1946—1949 годах в составе Алуксненского уезда.
После отмены в 1949 году волостного деления Маркалнский сельсовет входил поочерёдно в состав Алуксненского (1949—1962, 1967—2009) и Гулбенского (1962—1967) районов.
В 1954 году к Маркалнскому сельсовету был присоединён ликвидированный Акавиньский сельский совет. В 1958 году — территория совхоза «Алуксне» Зиемерского и Бейского сельских советов, которая в 1971 году была переподчинена Яуналуксненскому сельсовету.
В 1990 году Маркалнский сельсовет был реорганизован в волость. В 2009 году, по окончании латвийской административно-территориальной реформы, Маркалнская волость вошла в состав Алуксненского края.